# Maj Sandmark-Liefwendal
Maj Hilda Emilia Sandmark-Liefwendal, född 29 mars 1908 i Dångebo, Södra Sandsjö församling, Kronobergs län, död 7 maj 1961 i Strängnäs stadsförsamling, Södermanlands län, var en svensk målare, grafiker och konsthantverkare.

## Biografi
Sandmark växte upp i byn Dångebo i Småland som dotter till lanthandlaren Arvid Sandmark och Gerda Löfving. Hon utbildade sig i Stockholm 1924–1926 på Wilhelmsons målarskola och för Isaac Grünewald, Wilhelm Smith och Olle Hjortzberg på Kungliga Konsthögskolan 1927–1934 och för Aksel Jørgensen på Det Kongelige Danske Kunstakademi i Köpenhamn 1929. Hon studerade en kortare tid för André Lhote i Paris 1948. Hon genomförde ett flertal studieresor till bland annat Tyskland, England, Nederländerna, Nordafrika och Sovjetunionen. Tillsammans med Ragnar Person ställde hon ut i ||Växjö]] 1937 och tillsammans med Sven Sahlberg och Torolf Engström i Borås 1946 samt med Tage Falkner på Galleri Brinken i Stockholm 1953. Separat ställde hon bland annat ut på De ungas salong i Stockholm 1941, i Eskilstuna 1941, Örebro 1946, Galleri Acté i Stockholm 1949, Norrköping 1956, Alvesta 1960 samt ett flertal gånger i Strängnäs. Hon medverkade i Sveriges allmänna konstförenings salonger i Stockholm och Riksförbundet för bildande konsts och Konstfrämjandets vandringsutställningar samt lokala samlingsutställningar i Strängnäs.  
Hon målade till en början i expressionistisk stil, men övergick från slutet av 1940-talet till en mer surrealistisk och kubistisk stil. Som grafiker arbetade hon med silkscreen och linoleumsnitt och gav 1957 på eget förlag ut en humoristisk svit med titeln Här ligger en hund begraven. 
Maj Sandmark var mellan 1939 och 1956 gift med konstnären och tonsättaren Kåge Liefwendal (1907–1982) och drev tillsammans med honom 1945–1951 sommartid en målarskola i Strängnäs. Hon verkade som konstkritiker i tidskriften Vår konst, vilken utgavs av maken under 1940-talet. Sandmark-Liefwendal är representerad vid Eskilstuna konstmuseum, Västerås konstförenings konstgalleri, Halmstads rådhus och Borås konstmuseum.